# Caroline Seger
Sara Caroline Seger (Helsingborg, 19 marzo 1985) è una calciatrice svedese, centrocampista del Rosengård e della nazionale svedese delle quali è anche capitano.
Nel 2021 stabilisce un nuovo primato, diventando, dopo essere tra le sole sei calciatrici ad aver superato le 200 presenze, la calciatrice con più presenze in assoluto in una nazionale femminile europea, precedendo la tedesca Birgit Prinz e la connazionale Therese Sjögran, entrambe ritiratesi a 214 presenze.

## Carriera

### Club
Seger si appassiona al calcio fin da giovanissima, tesserandosi per la società polisportiva Gantofta IF, nell'omonima area urbana del comune di Helsingborg, contea della Scania, dove nasce e cresce con i genitori, e rimanendovi fino al 1997. Dall'anno seguente si trasferisce al Rydebäck IF, anche questa nell'omonima area urbana di Helsingborg, rimanendo legata alla società per tre stagioni prima di passare, sempre rimanendo in città, al Stattena IF, dove gioca in una squadra interamente femminile dal 2001 al 2004, nelle sue formazioni giovanili.
Alla fine del 2004 coglie l'opportunità offertale dal Linköping per vestire la maglia della nuova squadra dalla stagione entrante, debuttando in Damallsvenskan, massimo livello del campionato svedese femminile di calcio, dal campionato 2005, rimanendo legata alla società complessivamente per cinque stagioni e iniziando a collezionare i suoi primi trofei. Seger condivide con le compagne il progressivo aumento di competitività della principale squadra femminile del grosso centro della Svezia meridionale, che dopo aver raggiunto il 4º posto nella stagione d'esordio, nel 2006 migliora la posizione in classifica in campionato, 3º posto, e conquista il suo primo titolo nazionale, la Coppa di Svezia di categoria, Dopo una flessione nella successiva stagione sia in campionato, 6º posto, oltre all'eliminazione ai quarti di finale Coppa e aver perso per 3-1 con l'Umeå IK la prima edizione della Supercoppa, nel 2008 la squadra riprende connettività, terminando al 2º posto in campionato, a 4 punti dall'Umeå IK, acquisendo il diritto di disputare la stagione 2010-2011 della UEFA Women's Champions League, e conquistare la sua seconda Coppa di Svezia. Il 2009 è la migliore stagione disputata sia per Seger che per la squadra, che ottiene il treble campionato (1º titolo), Coppa (3º titolo) e Supercoppa, mentre in UEFA Women's Champions League viene eliminata agli ottavi di finale dalle tedesche del 2001 Duisburg. In questo periodo, oltre ai trofei collezionati dalla società, Seger ottiene anche i primi riconoscimenti individuali, ossia quello di migliore giovane calciatrice della Damallsvenskan nel 2005 e quello di centrocampista dell'anno nel 2006 e 2009.

## Palmarès

### Club

#### Competizioni nazionali
- Campionato svedese: 6

Linköping: 2009
LdB Malmö: 2011
Tyresö: 2012
Rosengård: 2019, 2021, 2022
- Women's Professional Soccer: 1

Western New York Flash: 2011
- Campionato francese: 1

Olympique Lione: 2016-2017
- Coppa di Svezia: 4

Linköping: 2006, 2008, 2009
Rosengård: 2021-2022
- Coppa di Francia: 1

Olympique Lione: 2016-2017
- Supercoppa svedese: 2

Linköping: 2009
LdB Malmö: 2011

#### Competizioni internazionali
- UEFA Women's Champions League: 1

Olympique Lione: 2016-2017

### Nazionale
- Argento olimpico: 2

Rio de Janeiro 2016
Tokyo 2020
- Algarve Cup: 2

2018 (condiviso con i Paesi Bassi), 2009

### Individuali
- Diamantbollen: 1

2009